# Adasaurus
Adasaurus là một chi khủng long, được Barsbold mô tả khoa học năm 1983.